# Heart (Amerikaanse band)
Heart is een Amerikaanse rockband, gevormd medio jaren 70 in Seattle, rond de zussen Wilson, met Nancy op gitaar/zang en Ann als leadvocalist.

## Geschiedenis
De basis voor de groep werd gelegd in het clubcircuit van Seattle en Vancouver. Heart is in tegenstelling tot wat veel gedacht wordt geen Canadese band. Omdat Mike Fisher (broer van leadgitarist Roger Fisher en roadmanager in de jaren zeventig) de dienstplicht wilde ontduiken, verkaste de band in haar geheel naar het nabijgelegen Vancouver in Canada begin jaren zeventig.
De carrière van de band valt uiteen in twee duidelijk te onderscheiden delen, de jaren zeventig en de jaren tachtig/negentig, met daartussen een overgang die gepaard ging met het vertrekken van drie muzikanten. De altijd al prominent aanwezige zussen Ann en Nancy Wilson bleven de spilfiguren, ook bij latere samenstellingen van de band.
De andere groepsleden in de jaren zeventig:
- Roger Fisher: leadgitaar
- Howard Leese: keyboards en slaggitaar
- Steve Fossen: bas
- Michael Derosier: drums

De groep mixt op een vrij eigenzinnige manier melodieuze rock met folkinvloeden. Crazy on You, Hearts grootste hit (uit 1977) in Nederland en België (hoogste Top 40-notering: No 2), toont de krachtige, maar gecontroleerde zang van Ann Wilson. Andere bekende 'hardrock'-songs uit deze periode zijn Magic Man en Barracuda. Nummers als Dreamboat Annie, Lighter Touch en Dog & Butterfly tonen een zachtere kant.
In de jaren na 1978 scoorde de band enkel in de VS en Canada. Medio jaren tachtig scoorde Heart opnieuw, ook in Europa, na een organisatorische ommezwaai. Passion Works in 1983 was de eerste lp in de nieuwe samenstelling, als eerste lp na de breuk met de originele bezetting - gitarist, bassist en drummer van de originele line-up hadden de groep toen verlaten - evenwel weinig succesvol. Alleen Howard Leese bleef, dit keer ook als leadgitarist, onderdeel van de Wilson-brigade. Mark Andes (onder andere ex-Spirit), de nieuwe bassist en drummer Denny Carmassi (onder andere ex-Gamma en Montrose) vervolledigden de band, die pas met het uitbrengen van de lp's Heart, Bad Animals en Brigade weer succes kreeg in Europa, getuige de tournees van 1988 en 1990, waarbij ook Ahoy Rotterdam werd aangedaan.
Heart rook eerst voorzichtig aan de charts met What About Love (1985), maar sloeg pas weer echt toe met These Dreams (1985), Alone (1987) en All I Wanna Do Is Make Love to You (1990). These Dreams bereikte in Amerika de nummer 1-positie en Alone eveneens.
In de jaren negentig waren Ann en Nancy Wilson sleutelfiguren in het muziekleven van Seattle als eigenaressen van de Bad Animals-studio waar bands zoals R.E.M., Pearl Jam, Soundgarden en Alice in Chains muziek opnamen. Zo zong Ann bijvoorbeeld mee op de ep SAP van Alice in Chains.
Na de cd Desire Walks On in 1993 verschenen er nog vele compilatie-albums, waaronder het akoestische The Road Home (1995), maar zonder veel succes.
Ann en Nancy Wilson formeerden met jeugdvriendin Sue Ennis en vrienden Frank Cox en Ben Smith de gelegenheidsband The Lovemongers en keerden daarmee terug naar hun folk-roots. Na enkele cd's met de Lovemongers pakten de zussen de draad met Heart weer op in 2004. Het eerste echte studioalbum, geproduceerd door Nancy Wilson in samenwerking met Craig Bartock, na de Lovemongers-periode was Jupiters Darling in 2004. Deze cd kreeg in Europa weinig aandacht ondanks de Europese tournee die de groep ondernam. Ze speelden een overtuigende set (met Mike Inez van Alice in Chains op bas) op het Arrow Rock Festival op 13 juni 2004 in Lichtenvoorde.
Anno 2007 toerde Heart nog steeds met succes in Amerika. De huidige samenstelling is Ann Wilson, Nancy Wilson, Craig Bartock, Debbie Shair, Ben Smith en Ric Markmann.
Nancy maakte verder tot haar scheiding in 2010 voornamelijk filmmuziek voor de films van echtgenoot Cameron Crowe, die bijvoorbeeld Singles (over de Seattle-scene) maakte (let ook op de soundtrack van deze film), een Oscar won voor het script van Almost Famous (na te zijn genomineerd in dezelfde categorie voor Jerry Maguire) en van Ann Wilson werd op 11 september 2007 een nieuwe solo-cd getiteld Hope & Glory (Rounder Records) uitgebracht, met gasten zoals Elton John, k.d. lang en Wynonna Judd.
Op 30 augustus 2010 verscheen het album Red Velvet Car.
In 2012 kreeg Heart een ster op de Hollywood Walk of Fame. Verder verschenen dat jaar achtereenvolgens de box-set Strange Euphoria (juni) met hits, demo's en zeldzame liveopnamen, de autobiografie Kicking and Dreaming: A Story of Heart, Soul, and Rock and Roll (september) en het gloednieuwe studioalbum Fanatic (oktober).
In datzelfde jaar traden de zussen Wilson op tijdens de Kennedy Center Honors als eerbetoon aan Led Zeppelin. Ze speelden Stairway to Heaven in een arrangement met strijkers en koor. Op drums speelde Jason Bonham mee, zoon van John Bonham, de in 1980 overleden drummer van Led Zeppelin. In het publiek zaten de leden van Led Zeppelin en Michele en Barack Obama.

## Discografie

### Albums
| Album met eventuele hitnotering(en) in de Nederlandse Album Top 100 | Datum van verschijnen | Datum van binnenkomst | Hoogste positie | Aantal weken | Opmerkingen               |
| ------------------------------------------------------------------- | --------------------- | --------------------- | --------------- | ------------ | ------------------------- |
| Dreamboat Annie                                                     | 14-02-1976            | 29-01-1977            | 7               | 20           |                           |
| Little Queen                                                        | 14-05-1977            | 28-05-1977            | 12              | 12           |                           |
| Magazine                                                            | 22-04-1978            | -                     | -               | -            |                           |
| Dog And Butterfly                                                   | 07-10-1978            | -                     | -               | -            |                           |
| Bébé Le Strange                                                     | 14-02-1980            | -                     | -               | -            |                           |
| Greatest Hits / Live                                                | 29-11-1980            | -                     | -               | -            | Livealbum & Verzamelalbum |
| Private Audition                                                    | 05-06-1982            | -                     | -               | -            |                           |
| Passionworks                                                        | 20-08-1983            | -                     | -               | -            |                           |
| Heart                                                               | 06-07-1985            | -                     | -               | -            |                           |
| Bad Animals                                                         | 06-06-1987            | 13-06-1987            | 9               | 18           |                           |
| Brigade                                                             | 25-03-1990            | 14-04-1990            | 17              | 18           |                           |
| Rock The House Live!                                                | 24-09-1991            | -                     | -               | -            | Livealbum                 |
| Desire Walks On                                                     | 16-11-1993            | -                     | -               | -            |                           |
| The Road Home                                                       | 31-08-1995            | -                     | -               | -            | Livealbum                 |
| Heart Presents A Lovemongers' Christmas                             | 20-11-2001            | -                     | -               | -            |                           |
| Alive In Seattle                                                    | 10-06-2003            | -                     | -               | -            | Livealbum                 |
| Jupiters Darling                                                    | 22-06-2004            | -                     | -               | -            |                           |
| Dreamboat Annie Live                                                | 23-10-2007            | -                     | -               | -            | Livealbum                 |
| Red Velvet Car                                                      | 31-08-2010            | -                     | -               | -            |                           |
| Fanatic                                                             | 02-10-2012            | -                     | -               | -            |                           |
| Fanatic Live From Caesar's Colosseum                                | 21-02-2014            | -                     | -               | -            | Livealbum                 |
| Heart & Friends - Home For The Holidays                             | 07-11-2014            | -                     | -               | -            | Livealbum                 |
| Beautiful Broken                                                    | 08-07-2016            | -                     | -               | -            |                           |
| Live At The Royal Albert Hall (met de Royal Philharmonic Orchestra) | 25-11-2016            | -                     | -               | -            | Livealbum                 |
| Live In Atlantic City                                               | 25-01-2019            | -                     | -               | -            | Livealbum                 |

### Singles
| Single met eventuele hitnotering(en) in de Nederlandse Top 40 | Datum van verschijnen | Datum van binnenkomst | Hoogste positie | Aantal weken | Opmerkingen                                                            |
| ------------------------------------------------------------- | --------------------- | --------------------- | --------------- | ------------ | ---------------------------------------------------------------------- |
| Magic Man                                                     | 1976                  | 25-12-1976            | 7               | 10           | Nr. 8 in de Nationale Hitparade                                        |
| Crazy on You                                                  | 1977                  | 05-03-1977            | 2               | 8            | Nr. 4 in de Nationale Hitparade / Veronica Alarmschijf Hilversum 3     |
| Barracuda                                                     | 1977                  | 25-06-1977            | tip 4           | -            | Nr. 29 in de Nationale Hitparade                                       |
| This Man Is Mine                                              | 1982                  | 19-06-1982            | tip 18          | -            |                                                                        |
| These Dreams                                                  | 1986                  | 14-06-1986            | 39              | 3            | Nr. 38 in de Nationale Hitparade                                       |
| Alone                                                         | 1987                  | 27-06-1987            | 6               | 10           | Nr. 6 in de Nationale Hitparade Top 100 / Veronica Alarmschijf Radio 3 |
| All I Wanna Do Is Make Love to You                            | 1990                  | 12-05-1990            | 5               | 10           | Nr. 4 in de Nationale Top 100                                          |
| I Didn't Want to Need You                                     | 1990                  | -                     | -               | -            | Nr. 60 in de Nationale Top 100                                         |

| Single met hitnotering(en) in de Vlaamse Ultratop 50 | Datum van verschijnen | Datum van binnenkomst | Hoogste positie | Aantal weken | Opmerkingen                 |
| ---------------------------------------------------- | --------------------- | --------------------- | --------------- | ------------ | --------------------------- |
| Magic Man                                            | 1976                  | -                     | -               | -            | Nr. 11 in de Radio 2 Top 30 |
| Crazy on You                                         | 1977                  | -                     | -               | -            | Nr. 13 in de Radio 2 Top 30 |
| Barracuda                                            | 1977                  | -                     | -               | -            | Nr. 24 in de Radio 2 Top 30 |
| Alone                                                | 1987                  | -                     | -               | -            | Nr. 7 in de Radio 2 Top 30  |
| All I Wanna Do Is Make Love To You                   | 1990                  | -                     | -               | -            | Nr. 5 in de Radio 2 Top 30  |

### NPO Radio 2 Top 2000
| Nummers met noteringen in de NPO Radio 2 Top 2000 | '99 | '00 | '01 | '02 | '03 | '04 | '05 | '06  | '07  | '08 | '09  | '10  | '11  | '12  | '13  | '14  | '15  | '16  | '17  | '18  | '19  | '20  | '21  | '22  | '23  | '24  |
| ------------------------------------------------- | --- | --- | --- | --- | --- | --- | --- | ---- | ---- | --- | ---- | ---- | ---- | ---- | ---- | ---- | ---- | ---- | ---- | ---- | ---- | ---- | ---- | ---- | ---- | ---- |
| All I Wanna Do Is Make Love to You                | -   | -   | -   | -   | -   | -   | -   | -    | -    | -   | 1802 | 1705 | -    | -    | 1992 | 1712 | 1864 | 1973 | 1912 | -    | -    | -    | -    | -    | -    | -    |
| Alone                                             | -   | 506 | 672 | 702 | 820 | 898 | 908 | 827  | 1080 | 863 | 792  | 803  | 866  | 509  | 615  | 547  | 629  | 604  | 498  | 745  | 658  | 557  | 614  | 612  | 598  | 507  |
| Barracuda                                         | -   | -   | -   | -   | -   | -   | -   | -    | -    | -   | -    | -    | -    | -    | -    | -    | -    | 1208 | 1005 | 1205 | 1182 | 1249 | 1236 | 1065 | 1095 | 1017 |
| Crazy on You                                      | 882 | 649 | 831 | 668 | 890 | 955 | 997 | 1047 | 1176 | 996 | 763  | 756  | 1008 | 1033 | 977  | 810  | 914  | 943  | 917  | 1109 | 1259 | 1339 | 1498 | 1416 | 1312 | 1137 |
| Magic Man                                         | -   | -   | -   | -   | -   | -   | -   | -    | 1652 | -   | 1254 | 1360 | 1587 | 1749 | 1589 | 1464 | 1598 | 1960 | 1810 | -    | -    | -    | -    | -    | -    | -    |

1. ↑  Een '-' betekent dat het nummer niet was genoteerd en een vetgedrukt getal geeft de hoogste notering van een nummer aan.

### Dvd's
| Dvd's met hitnoteringen in de Nederlandse Music Top 30              | Datum van verschijnen | Datum van binnenkomst | Hoogste positie | Aantal weken | Opmerkingen |
| ------------------------------------------------------------------- | --------------------- | --------------------- | --------------- | ------------ | ----------- |
| Fanatic Live From Caesar's Colosseum                                | 2014                  | 08-03-2014            | 23              | 2            |             |
| Night At Sky Church                                                 | 2016                  | 30-01-2016            | 18              | 1            |             |
| Live At The Royal Albert Hall (met de Royal Philharmonic Orchestra) | 2016                  | 03-12-2016            | 10              | 10           |             |